# ما شما را دفن خواهیم کرد!

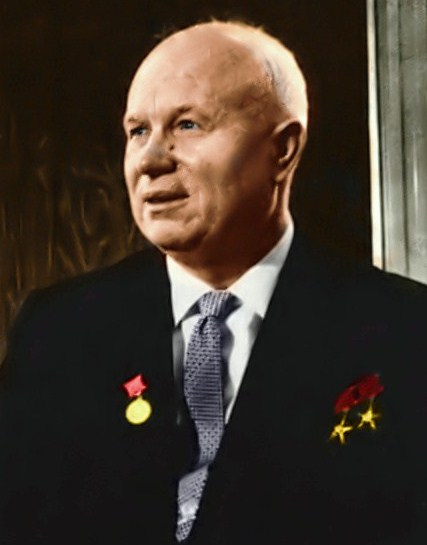
عکسی از نیکیتا خروشچف رهبر اتحاد جماهیر شوروی

دربارهٔ دولت‌های سرمایه‌داری، وجود یا عدم وجود ما به شما بستگی ندارد. اگر ما را دوست ندارید، دعوت‌های ما را نپذیرید و ما را هم دعوت نکنید. چه بخواهید و چه نخواهید، تاریخ به نفع ما است. ما شما را دفن خواهیم کرد!— نیکیتا خروشچف، 
ما شما را دفن خواهیم کرد! (به روسی: Мы вас похороним) جملهٔ معروفی از سخنرانی نیکیتا خروشچف، رهبر اتحاد جماهیر شوروی خطاب به دیپلمات‌های غربی، در مهمانی شام سفارت لهستان در مسکو در تاریخ ۱۸ نوامبر ۱۹۵۶ بود.
تهدید مستقیم خروشچف به نابودی و رد نظریهٔ هم‌زیستی مسالمت‌آمیز، اعتراض دیپلمات‌های ۱۲ کشور عضو ناتو و اسرائیل را برانگیخت و باعث ترک مهمانی توسط دیپلمات‌های ۱۳ کشور شد.
سخنرانی نیکیتا خروشچف به زبان روسی بود و ویکتور سوخودروف، مترجم شخصی خروشچف، عهده‌دار ترجمه بود.